# HD 102574
HD 102574，又名BD-09 3366，SAO 156896、HR 4529，是一颗恒星，视星等为6.26，位于銀經278.6，銀緯49.56，其B1900.0坐标为赤經11h 43m 18.3s，赤緯-9° 49.56′ 15″。